# Alexej Konstantinovič Tolstoj
Hrabě Alexej Konstantinovič Tolstoj (rusky  Алексей Константинович Толстой; 24. srpnajul./ 5. září 1817greg. v Petrohradu – 28. záříjul./ 10. října 1875greg. ve vsi Krasnyj Rog v Černigovské gubernii) byl ruský spisovatel, básník a dramatik pozdního romantismu.

## Život
Narodil se ve starobylé šlechtické rodině. V roce 1836 absolvoval Moskevskou universitu. Od roku 1837 je v ruské diplomatické misi u německého sněmu ve Frankfurtu nad Mohanem. V roce 1840 nastoupil službu v kanceláři cara Mikuláše I. dočasně i jako jeho pobočník. V roce 1861 odešel do výslužby. Pobýval na svých statcích a věnoval se literatuře. Nesblížil se se žádným soudobým myšlenkovým hnutím. Byl proti carismu a byrokracii stejně jako proti opozičním hnutím revolučních demokratů nebo slavjanofilů. Kriticky se stavěl i proti vývoji v tehdejší Evropě. Zastával individualismus starých šlechtických rodů. Byl též jedním ze spoluautorů fiktivního spisovatele Kozmy Prutkova.

## Spisy
Je autorem řady lyrických i epických básní (česky ve výboru Spisy, vydal Jan Otto 1925).

### Próza
- 1839 Rodina vlkodlaka (Семья вурдалака, česky 1947)
- 1839 Встреча через триста лет
- 1841 Upír (Упырь, česky 1912, 1920)
- 1843 Волчий приемыш
- 1846 Стебловский
- 1863 Kníže Stříbrný (Князь Серебряный, česky 1913, 1976)

### Dramata
- 1850 Fantazie (Фантазия, pod šifrou YZ byl A.K.Tolstoj jedním ze spoluautorů, viz Kozma Prutkov, premiéra 1851).
- 1862 Don Chuan (Дон Жуан)
- 1866 Smrt Ivana Hrozného (Смерть Иоанна Грозного, premiéra 1867, česky 1881, 1913)
- 1868 Car Fjodor Ioannovič (Царь Фёдор Иоаннович, premiéra 1898, česky 1906, 1976)
- 1870 Car Boris (Царь Борис, premiéra 1881, česky 1921)
- 1871 Посадник, premiéra 1877